# Rubus leucodermis
Rubus leucodermis är en rosväxtart som beskrevs av David Douglas och William Jackson Hooker. Rubus leucodermis ingår i släktet rubusar, och familjen rosväxter.

## Underarter
Arten delas in i följande underarter:
- R. l. bernardinus
- R. l. trinitatis

## Bildgalleri

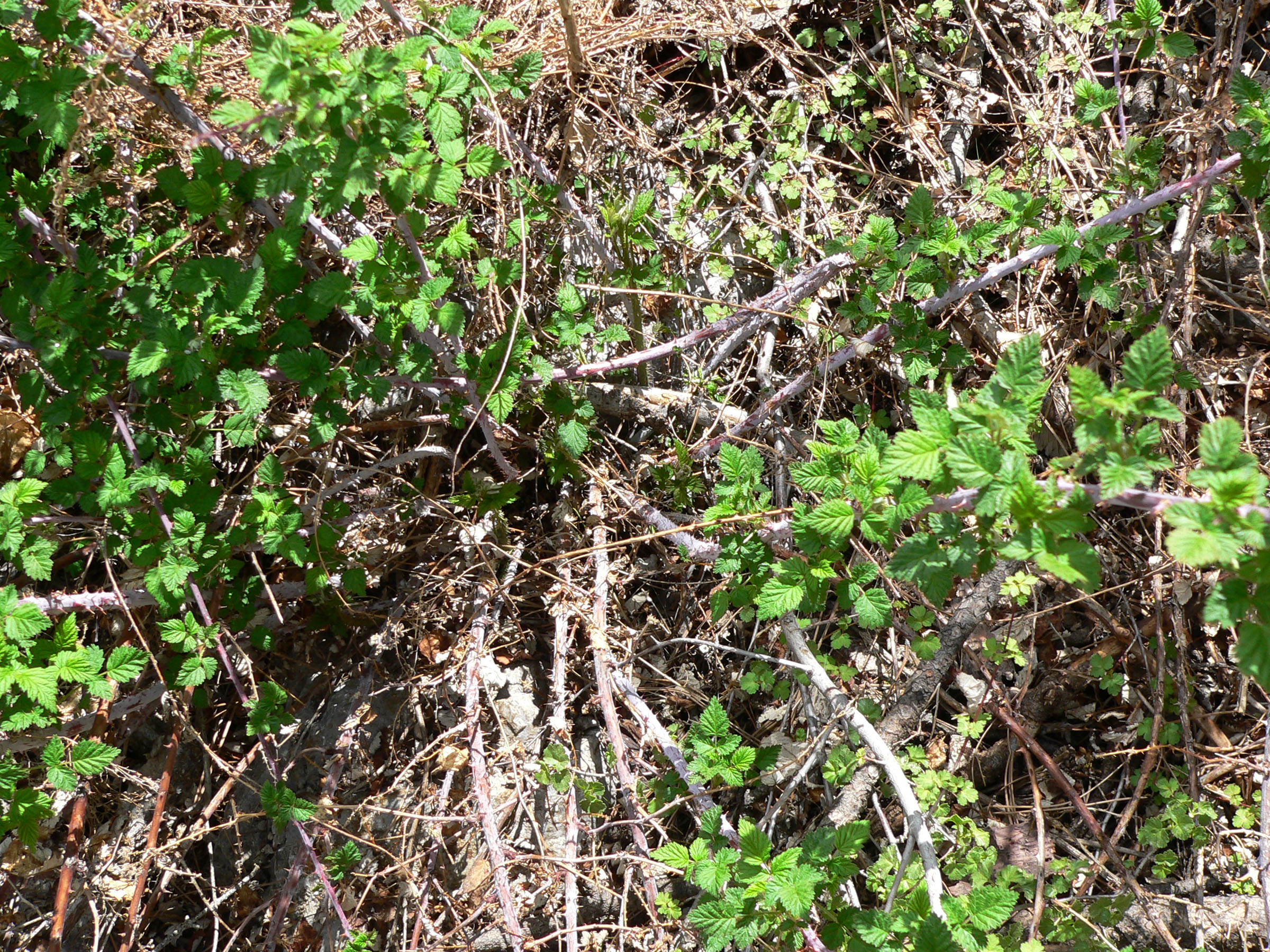
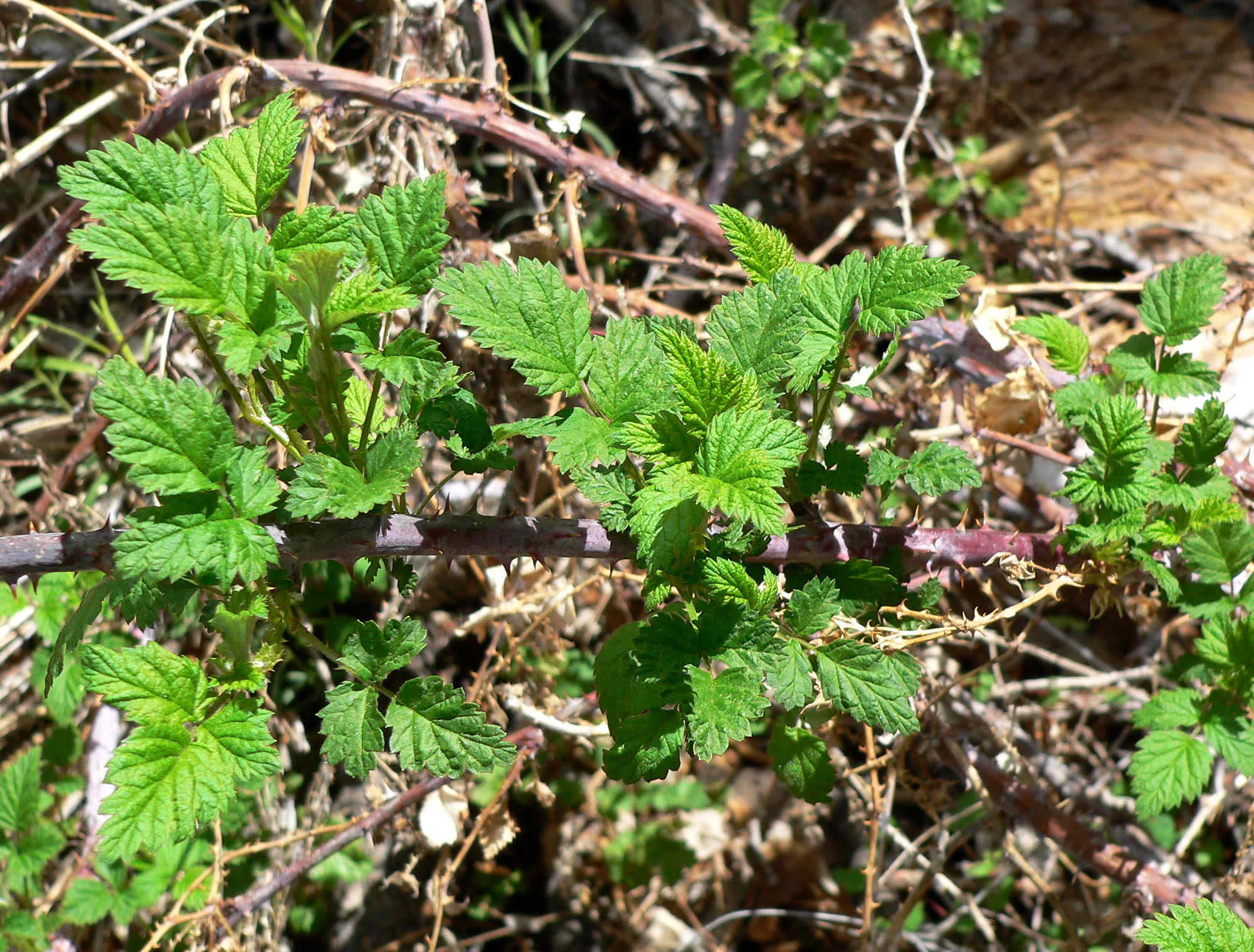
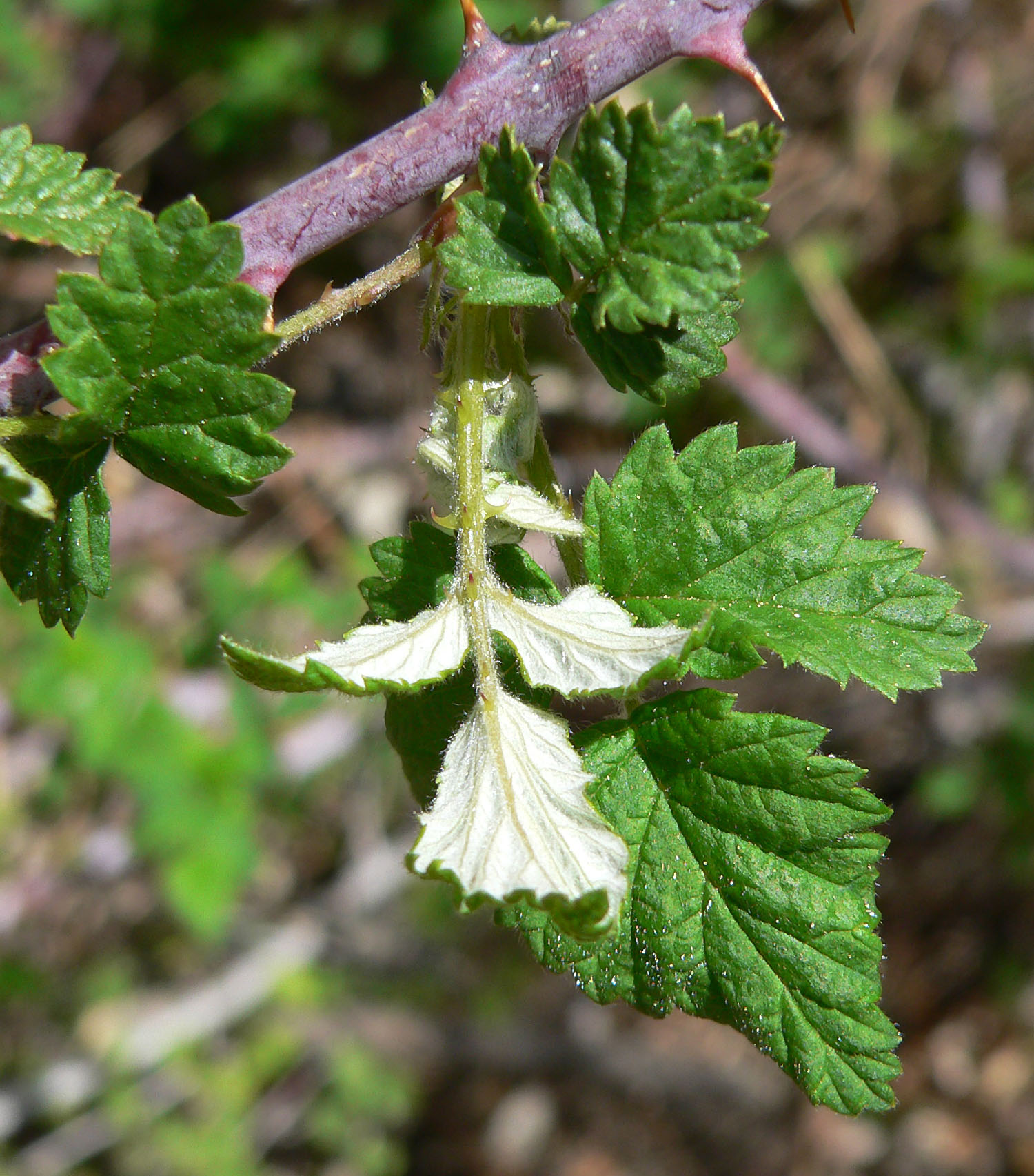
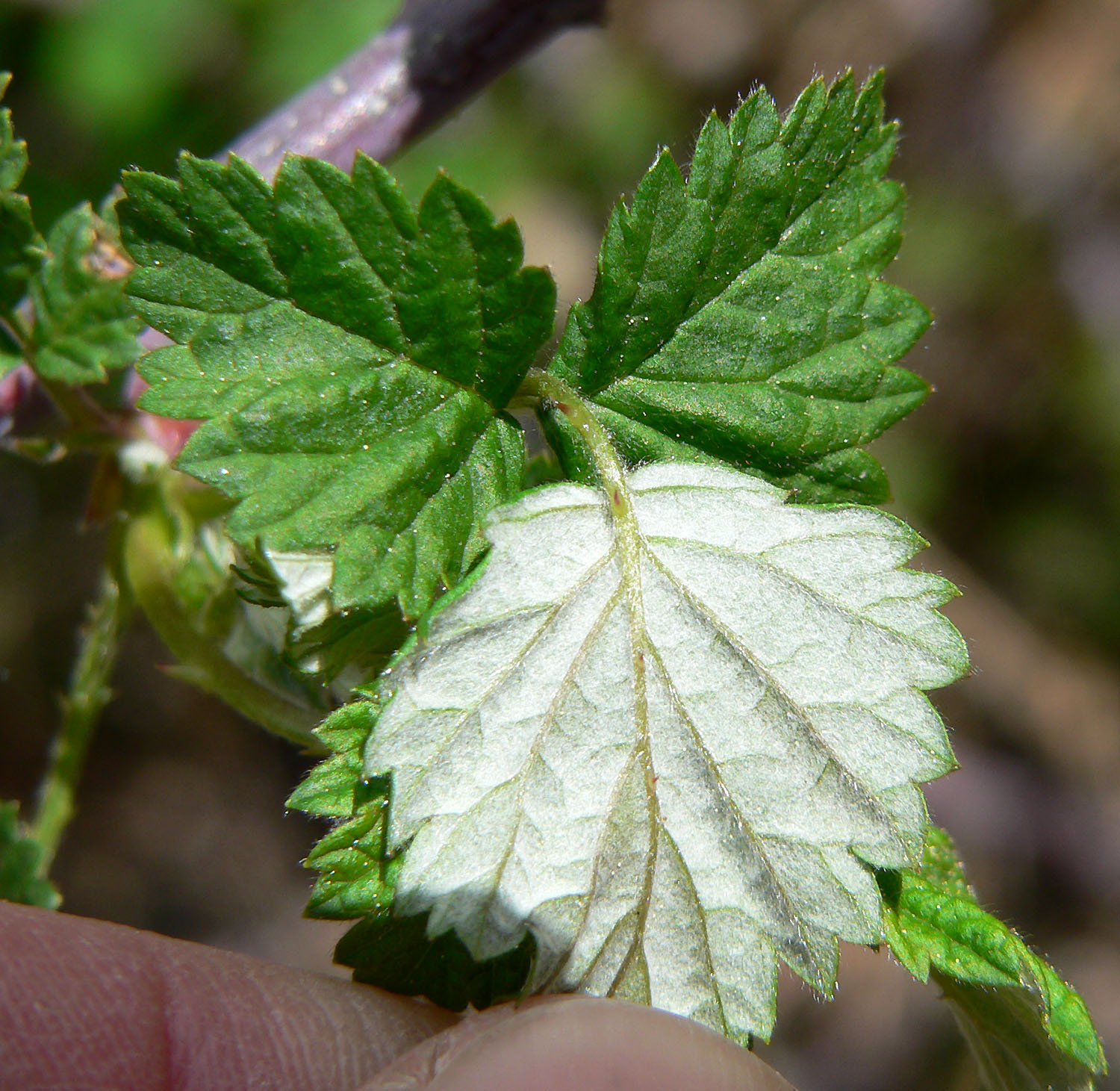